# Луканкин, Геннадий Лаврович
Геннадий Лаврович Луканкин (20 января 1937 года—24 июня 2006 года) — советский и российский учёный, педагог и математик, член-корреспондент РАО (1999).

## Биография
Родился 20 января 1937 года в деревне Софрино Пушкинского района Московской области.
В 1959 году — с отличием окончил физико-математический факультет Московского областной педагогического института имени Н. К. Крупской, а в 1962 году — аспирантуру там же, защитив кандидатскую диссертацию, в дальнейшем работал там же, пройдя путь от ассистента до декана.
В 80-е годы XX века был командирован в Афганистан, где работал советником министра воспитания и обучения, вел работу по организации образования.
В 1984 году — перешел в НИИ школ Министерства просвещения СССР, став заведующим лаборатории обучения математике, в 1988 году — назначен начальником отдела внедрения науки и передового педагогического опыта, а в дальнейшем — заместителем начальника Главного управления содержания образования, методов обучения и воспитания Министерства просвещения СССР.
В 1990 году — защитил докторскую диссертацию и вернулся в Московский педагогический университет в качестве проректора.
С 1991 года и до конца жизни — заведующий кафедрой математического анализа, а также — руководитель Научно-методического центра новых педагогических технологий.
В 1999 году — избран членом-корреспондентом Российской академии образования.
Геннадий Лаврович Луканкин умер 24 июня 2006 года.

## Научная деятельность
Автор ряда учебников и учебных пособий для средней и высшей школы.
- Гаврилов В. И. и др. Дискретная версия интегрального признака сходимости рядов / Гаврилов В. И., Луканкин Г. Л., Субботин А. В. // Математика в высшем образовании. — 2004. — № 2. — С. 45—48.
- Гаврилов В. И. и др. Жемчужины, которые мы можем потерять / Гаврилов В. И., Луканкин Г. Л., Субботин А. В. // Математика в высшем образовании. — 2006. — № 4. — С. 15—26.
- Колягин Ю. М., Луканкин Г. Л. Слово об Учителе // Садчиков В. А. Во славу лет, не прожитых напрасно: о профессоре И. К. Андронове. — М. : ПЕР СЭ, 2009. — С. 196—199.
- Луканкин Г. Л., Диков А. В. Цифровое многообразие в помощь учителю математики // Вестник Елецкого государственного университета им. И. А. Бунина. — Елец, 2006. — Вып. 11. — С. 200—204.
- Луканкин Г. Л. К вопросу о методологической ориентации процесса подготовки учителя математики // Тезисы докладов XX Всероссийского семинара преподавателей математики вузов. — Вологда, 2001. — С. 11—12.
- Луканкин Г. Л., Луканкин А. Г. К вопросу о математической подготовке студентов высших педагогических учебных заведений в условиях модернизации системы образования // Материалы XXII семинара преподавателей математики педвузов и университетов. — Тверь, 2003. — С. 76.
- Луканкин Г. Л., Луканкин А. Г. О некоторых аспектах совершенствования подготовки учителей математики в современных условиях // Тезисы докладов XXIV Всероссийского семинара преподавателей математики университетов и педагогических вузов. — М. ; Саратов, 2005. — С. 19—20.
- Луканкин Г. Л., Луканкин А. Г. Об одном подходе к построению учебно-методического комплекта по математике // Тезисы докладов XXIII Всероссийского семинара преподавателей математики университетов и педагогических вузов. — Челябинск ; М., 2004. — С. 166—168.
- Луканкин Г. Л. О некоторых аспектах реализации развивающего обучения в подготовке учительских кадров // Тезисы докладов XV семинара преподавателей математики педвузов. — СПб. : Образование, 1996. — С. 29.
- Луканкин Г. Л. О подготовке учителей математики к работе в классах с углубленным изучением математики // Тезисы докладов XVII семинара преподавателей математики педвузов. — Калуга, 1998. — С. 63—64.
- Луканкин Г. Л. О профессиональной подготовке учителей математики в условиях модернизации системы образования // Труды XXI Всероссийского семинара преподавателей математики университетов и педагогических вузов. — СПб., 2002. — С. 55.
- Луканкин Г. Л. О совершенствовании профессиональной подготовки учителей математики в условиях информатизации образования. — 2000‍

## Награды
- Заслуженный деятель науки Российской Федерации (1998)[1]